# Frankenia laevis
El brezo de mar  (Frankenia laevis) es una especie perenne perteneciente a la familia Frankeniaceae.

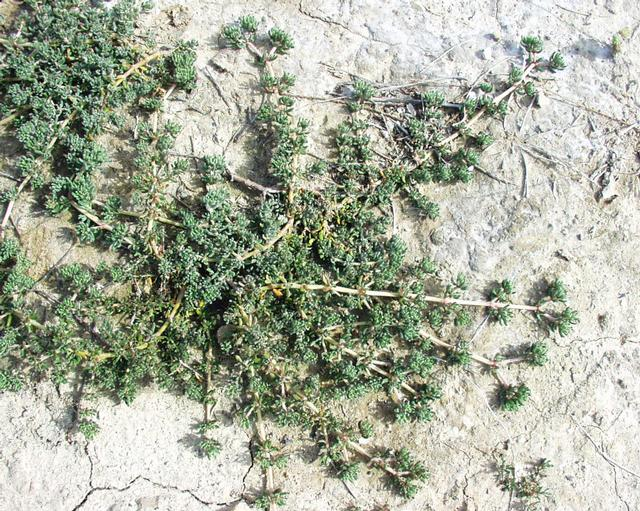
Vista de la planta

## Descripción
Planta perenne con ramas de hasta 40 cm, extendidas y que forman matas. Hojas lineales, de márgenes enrollados, opuestas, a veces con una corteza blanca. Flores moradas a blanquecinas, solitarias o en inflorescencias en extremo de los tallos y ramas. El cáliz es tubular, con 4-5 dientes, casi glabro o con pelo muy corto; 4-5 pétalos, obovados y romos, de 4 a 6 mm. Florece desde finales de primavera y a lo largo del verano.

## Hábitat
Guijarrales y arenas marítimas, marjales salinos secos.

## Distribución
Se distribuye por Portugal, España, Francia, Gran Bretaña e Italia.

## Taxonomía
Frankenia laevis fue descrita por Carlos Linneo y publicado en Species Plantarum 331. 1753.
Citología
Número de cromosomas de Frankenia laevis (Fam. Frankeniaceae) y táxones infraespecíficos:  n=15
Sinonimia
- Frankenia hirsuta subsp. laevis (L.) P.Fourn.
- Frankenia laevis var. marcosii O.Bolòs & Vigo
- Frankenia leonardorum Alain[3]

## Nombres comunes
- En España:  albohol (2), brezo de mar, brezo marino, hierba sapera, sapera, sosa sapera, tomillo sapero.[4]